# Oidrema
Oidrema är en ort i Estland. Den ligger i Koonga kommun och landskapet Pärnumaa, i den västra delen av landet, 100 km söder om huvudstaden Tallinn. Oidrema ligger 24 meter över havet och antalet invånare är 140.
Terrängen runt Oidrema är mycket platt. Runt Oidrema är det mycket glesbefolkat, med 3 invånare per kvadratkilometer. Närmaste större samhälle är Risti, 6,9 km sydväst om Oidrema. Omgivningarna runt Oidrema är en mosaik av jordbruksmark och naturlig växtlighet.